# Nannophrys ceylonensis
Nannophrys ceylonensis är en groddjursart som beskrevs av Günther 1869. Nannophrys ceylonensis ingår i släktet Nannophrys och familjen Dicroglossidae. IUCN kategoriserar arten globalt som sårbar. Inga underarter finns listade i Catalogue of Life.